# Isacco di Pečers'k
Isacco di Pečers'k, al secolo Čern (... – 1090), è stato un monaco cristiano ucraino.
È venerato come santo dalla Chiesa ortodossa russa che lo ricorda il 14 febbraio.

## Biografia
Le sue agiografie, in larga parte rielaborazione dei testi tramandatici da Nestore di Pečers'k, raccontano provenisse da una famiglia agiata di Pskov e che, prima di dedicarsi alla vita monastica, fosse stato un ricco mercante. Lasciati tutti i suoi beni ai poveri si recò a Kiev, nel neo-costituito Monastero delle grotte di Kiev, ove fu ordinato monaco da Antonio di Pečers'k.
Scelse la via monastica dell'eremita, installandosi in una grotta lontana da quella degli altri monaci e avendo pochissimi contatti con gli stessi. Rimanendo sempre in reclusione, mangiava solo un piccolo pezzo di pane alla fine della giornata, centellinando anche l'acqua. Dopo sette anni di eremitaggio le sue agiografie raccontano che fu tentato dal diavolo il quale lo trasse in inganno presentandosi ai suoi occhi come Gesù Cristo. Scoperto l'inganno si ammalò gravemente e sopravvisse solo grazie alle cure costanti che Antonio e Teodosio di Pečers'k prodigavano verso di lui. Solo dopo tre anni tornò a parlare e a camminare. Durante la sua guarigione, resosi conto dell'errore che aveva commesso fidandosi del maligno, espresse più volte il desiderio di non presenziare alle funzioni religiose per vergogna, ma fu trasportato a queste con la forza dagli altri monaci.
Una volta rimessosi in forze iniziò la vita di "Stolto in Cristo", così com'erano chiamati coloro i quali simulando pazzia, vivendo in povertà e pregando incessantemente ritenevano di poter prendere parte alla Passione di Gesù. Viene a tal proposito ritenuto il primo rappresentante di questo movimento in Russia e l'unico nella Rus' di Kiev. Secondo le agiografie del santo i suoi comportamenti mutarono profondamente rispetto a prima della malattia: iniziò a vagare per il monastero parodiando e ingiuriando le persone che incontrava e, più di una volta, tali comportamenti causarono l'ira dell'egumeno e degli altri monaci, che non esitavano a punirlo picchiandolo duramente. Alla morte di Antonio andò a rifugiarsi nella grotta di quest'ultimo, dove, secondo il materiale agiografico pervenutoci, fu di nuovo tentato dal maligno, a cui sfuggì grazie alla continua preghiera e alla nuova consapevolezza della sua fede. Si spense nel 1090.